# 铜牌

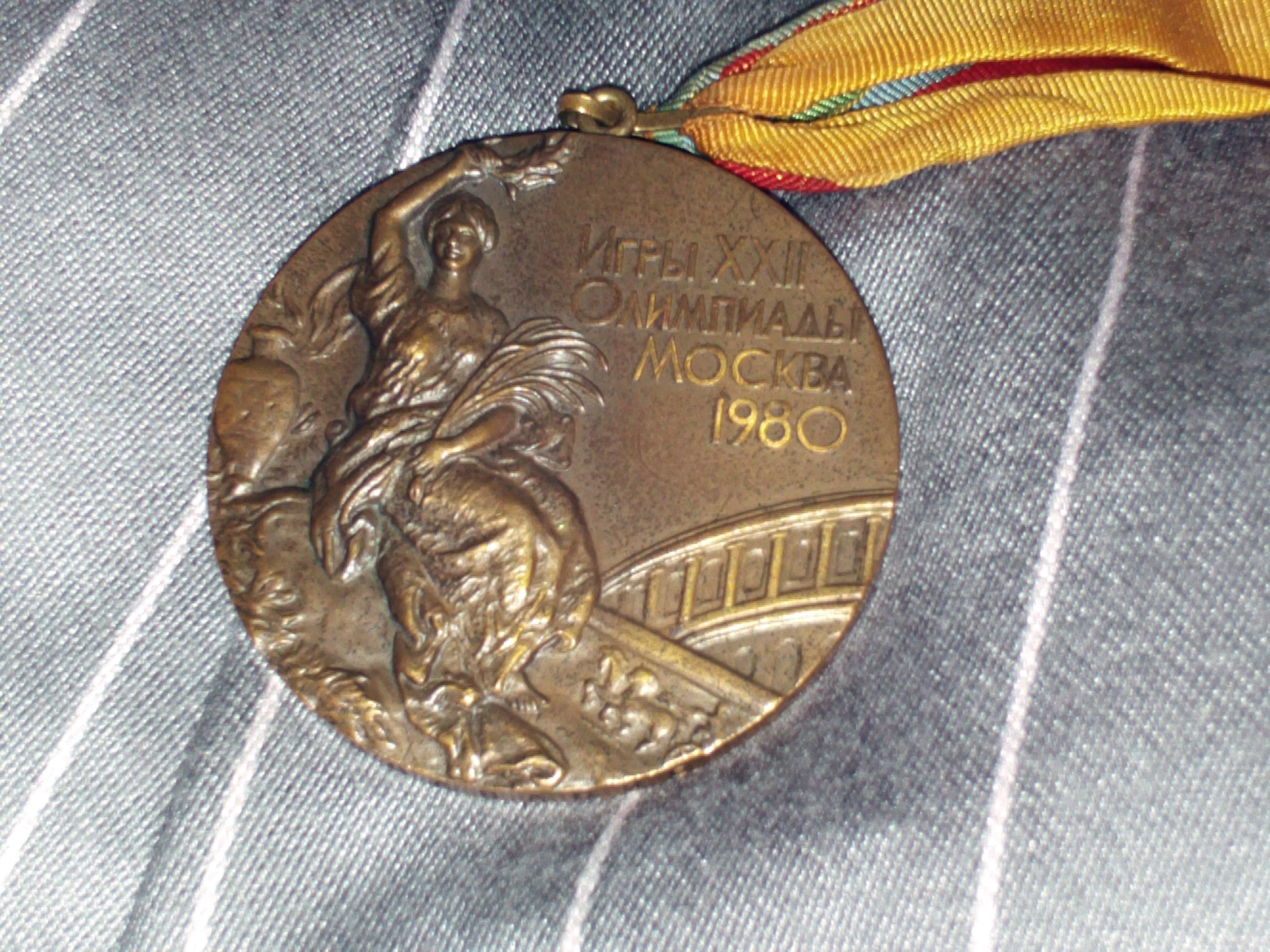
莫斯科奧運會（1980年）銅牌

铜牌通常是奖励给某项竞赛（例如奥运会等体育比赛）第三名优胜者的奖牌。竞赛的一、二名优胜者一般是分别获得金牌和银牌。这种做法据说是由一位犹太人的国王首创的。
在最初举行的几届现代奥林匹克运动会中，曾有一段时间是将银牌和铜牌作为第一、二名的奖牌颁与获奖者的。